# France AEROTECH
France AEROTECH és el nom de la xarxa nacional francesa formada per les universitats aeronàutica i espacial (anomenades Grande école en francès).
Va ser creada el 2011 per Arts et Métiers ParisTech, École Centrale de Lyon, École centrale de Nantes, École nationale de l'aviation civile i École nationale supérieure d'électronique, informatique, télécommunications, mathématiques et mécanique de Bordeaux. Els objectius de France AEROTECH són oferir cursos de francès a l'estranger, desenvolupar projectes internacionals de recerca i cursos en enginyeria aeronàutica i l'espai, i ajudar els mercats emergents. Per aconseguir tots aquests objectius, es creà un programa d'estiu de sistemes encastats i un master en aeronavegabilitat.